# Caravana
Uma caravana (do árabe qairauãn, através do italiano ou do francês) é um comboio de mercadores, viajantes, peregrinos, torcedores ou qualquer tipo de pessoa, que agrupam-se para percorrer grandes distâncias, muitas vezes por motivo de segurança. As caravanas eram usadas principalmente em áreas desérticas e em toda a Rota da Seda, onde viajar em grupos ajudava na defesa contra bandidos, bem como ajudava a melhorar as economias de escala no comércio.  Algumas das primeiras caravanas na Rota da Seda foram enviadas pelo imperador Wu de Han no século 2 a.C., quando essa vasta rede de estradas "nasceu", e quando a China começou a exportar grandes quantidades de seda e outros produtos para o oeste, particularmente destinados ao Império Romano.

## Descrição

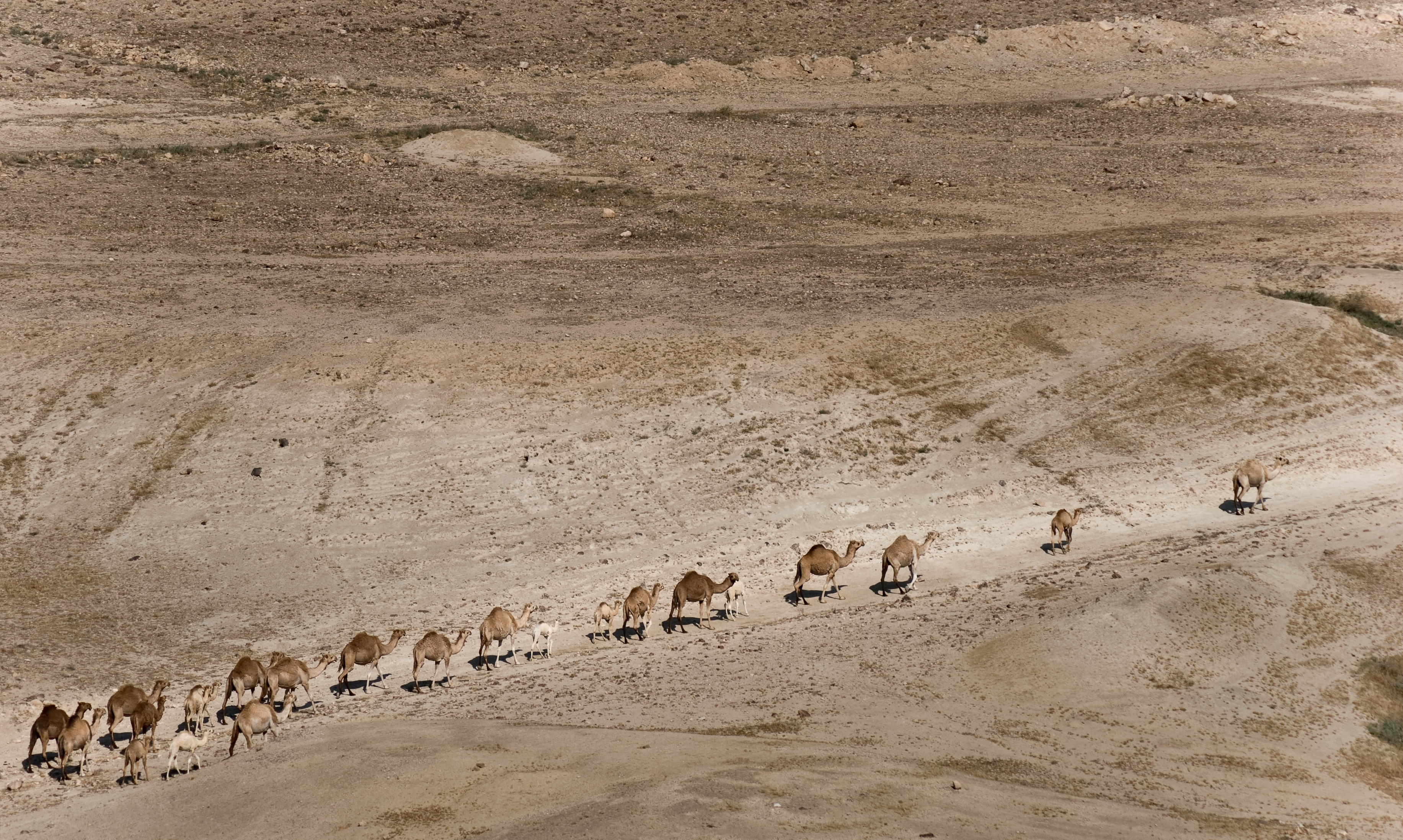
Caravana com dromedários no Vale do Jordão, na Cisjordânia

Em tempos históricos, as caravanas que conectavam o Leste Asiático e a Europa costumavam transportar bens luxuosos e lucrativos, como sedas ou joias. As caravanas poderiam, portanto, exigir investimentos consideráveis e eram um alvo lucrativo para os bandidos. Os lucros de uma viagem empreendida com sucesso podem ser enormes, comparáveis ao comércio de especiarias europeu posterior. Os bens luxuosos trazidos pelas caravanas atraíram muitos governantes ao longo de importantes rotas comerciais para construir caravanserais. Eram estações de beira de estrada que apoiavam o fluxo de comércio, informações e pessoas em toda a rede de rotas comerciais que cobriam a Ásia, Norte da África e sudeste da Europa, especialmente ao longo da Rota da Seda. Os caravanserais forneciam água para consumo humano e animal, lavagem e abluções rituais. Às vezes, eles tomavam banhos elaborados. Eles mantinham forragem para os animais e tinham lojas para os viajantes, onde podiam adquirir novos suprimentos. Algumas lojas compravam mercadorias dos comerciantes viajantes.
No entanto, o volume que uma caravana poderia transportar era limitado até mesmo pelos padrões clássicos ou medievais. Por exemplo, uma caravana de 500 camelos só poderia transportar até um terço ou metade das mercadorias transportadas por um veleiro mercante bizantino regular.

As caravanas atuais em áreas menos desenvolvidas do mundo muitas vezes ainda transportam mercadorias importantes através de áreas mal transitáveis, como sementes necessárias para a agricultura em regiões áridas. Um exemplo são os trens de camelos que atravessam as bordas sul do deserto do Saara.